# Кмитівський парк
Кми́тівський парк — парк-пам'ятка садово-паркового мистецтва місцевого значення в Україні. Об'єкт природно-заповідного фонду Житомирської області. 
Розташований у межах Коростишівського району Житомирської області, в селі Кмитів. 
Площа 9 га. Статус надано згідно з рішенням облвиконкому від 10.05.1972 року № 198. Перебуває у віданні Кмитівської школи-інтернату. 
Статус надано для збереження парку, закладеного в другій половині XVIII ст. Зростають місцеві деревні породи віком 150—200 років. У парку розміщена спецшкола-інтернат.